# Wolfgang Gönnenwein
Wolfgang Gönnenwein (né le 29 janvier 1933 à Schwäbisch Hall, mort le 26 juillet 2015) est un chef d'orchestre et homme politique allemand, spécialiste - en tant qu'interprète - du répertoire baroque.
On lui doit notamment des enregistrements des deux Passions de Jean-Sébastien Bach, témoignant de sa maîtrise technique et de son lyrisme sans emphase.